# Adolf Engler

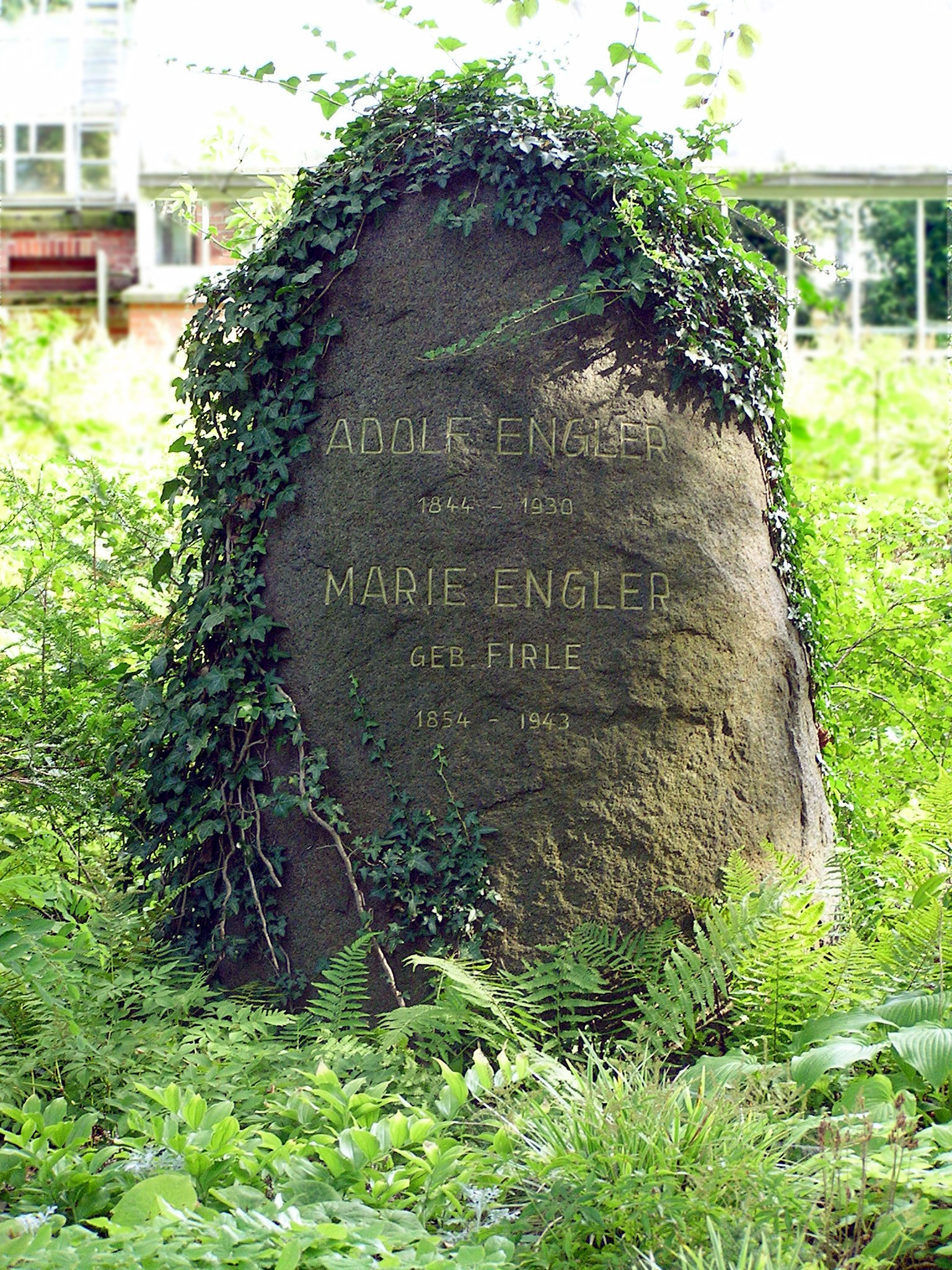
Graf van Adolf en Marie Engler in de Botanischer Garten, Berlijn-Dahlem

Heinrich Gustav Adolf Engler (Sagan, 25 maart 1844 - Berlijn, 10 oktober 1930) was een Duits botanicus.

## Leven
Adolf Engler werd geboren in het Silezische Sagan (nu Żagań) als zoon van August Engler, een handelaar, en Pauline Scholtz. Hij volgde een klassieke opleiding aan het Magdalenen Gymnasium in Breslau (Duitsland, nu Wrocław, Polen). In zijn vrije tijd hield hij zich toen al bezig met botanische uitstapjes. Aan de Universiteit van Breslau studeerde hij botanie. Zijn dissertatie, waarop hij in 1866 onder promotor Heinrich Göppert tot doctor promoveerde, handelt over het geslacht Saxifraga. Na een paar jaar in Breslau les te hebben gegeven, vertrok hij naar München, waar hij van 1871 tot 1878 lector en curator van het herbarium van de Botanische Staatsanstalt (Botanisch Instituut) was, onder supervisie van Carl Wilhelm von Nägeli.
Nadat hij zijn monografie over Saxifraga had voltooid, begon hij voor de Flora Brasiliensis, van Martius, met het werk aan de taxonomie van de tropische families Olacaceae, Icacinaceae en de complexe Araceae (Aronskelkfamilie). Met deze studies ontwikkelde hij de theorie en methodologie die de plantensystematiek de volgende halve eeuw richting zouden geven. Zijn methode bestaat uit een vergelijkende morfologie, aangevuld met elementen uit de plantengeografie, anatomie en embryologie. Tijdens het uitvoeren van deze studies begon Engler de ideeën van Darwin te accepteren, die evolutie als verklaring geven voor de biodiversiteit. In 1876 viel hem het eervolle lidmaatschap van de Leopoldina te beurt.
In 1878 werd hem de leerstoel in de botanie aan de kleine Universiteit van Kiel aangeboden en Engler greep met beide handen deze kans op een universitaire loopbaan. Hij beschouwde zich niet als goede leraar of redenaar maar het geringe aantal colleges dat hij moest geven lieten hem veel tijd om verder te werken aan zijn plantensystematiek. In Kiel bracht hij Versuch einer Entwicklungsgeschichte der Pflanzenwelt uit. Dit werk was een eerste poging om een historische verklaring te geven voor het ontstaan van de diverse flora's en hun diversiteit. Het leverde hem internationale faam op. Hij zag daarnaast ook nog kans om in 1880 het tijdschrift Botanische Jahrbücher für Systematik, Pflanzengeschichte und Pflanzengeographie (kortweg Botanische Jahrbücher) op te richten, waarvan hij tot aan zijn dood redacteur zou blijven.
In Kiel bleef hij tot 1884. In dat jaar vroeg de Universiteit van Breslau hem om zijn vroegere promotor Göppert op te volgen als hoogleraar in de botanie en directeur van de botanische tuin. Engler ging op het verzoek in. In Breslau begon hij, samen met Karl Anton Eugen Prantl, uitvoering te geven aan zijn plan een encyclopedie uit te geven van de beschrijvende botanische wetenschap, wat uitmondde in de serie Die natürlichen Pflanzenfamilien. Tussen maart 1887 en september 1915 verschenen 248 delen, geschreven door een keur aan botanici. De grondslag voor de bewerkingen was van Engler zelf.
In 1889 kwam de leerstoel van Eichler in Berlijn vrij en Engler werd benoemd als zijn opvolger in de botanische leerstoel en als directeur van de botanische tuin van Berlijn. Toen in het nabijgelegen Dahlem vanaf 1895 een nieuwe botanische tuin werd aangelegd, kreeg Engler de kans zijn ideeën over plantengeografie aanschouwelijk te maken. In Berlijn had hij bovendien een uitgebreide staf tot zijn beschikking die het mogelijk maakte grondige voorbereidingen te verrichten voor de nog uit te geven delen van Pflanzenfamilien. De delen over cryptogamen kwamen nu uit en het materiaal dat voor de phanerogamen beschikbaar kwam vroeg om meer onderzoek in de tropische delen van Afrika. Het bracht Engler tot het schrijven van Die Pflanzenwelt Afrikas. Engler ging uiteindelijk in 1921, 77 jaar oud, met emeritaat. In 1913 had hij toen al de Linnean Medal ontvangen. In 1925 werd hij benoemd tot erelid van de Leopoldina. Nadat hij in 1930 overleed, werd hij, op zijn verzoek, begraven in de grond van de botanische tuin van Berlijn. Daar staat nog altijd zijn grafmonument.

## Werk
Een selectie uit het omvangrijke oeuvre van Engler, waarvan een groot deel online is in te zien:
- De genere Saxifraga (Halle), 1866
- Monographie der Gattung Saxifraga (Breslau), 1872; online in Biodiversity Heritage Library
- Versuch einer Entwicklungsgeschichte der Pflanzenwelt, insbesondere der Florengebiete seit der Tertiärperiode, 2 delen (Leipzig), 1879-1882
- Die natürlichen Pflanzenfamilien, 23 delen (Leipzig), 1887-1915, samen met Karl Prantl; deels online in Biodiversity Heritage Libray en volledig online in Real Jardín Botánico, Madrid

Deze enorme serie is een van de zeer weinige gedetailleerde werken sinds Linnaeus die pogen een classificatie te geven van alle planten, van algen tot bloemplanten. Het werk is nog steeds van onschatbare waarde voor iedereen in het vakgebied.
- Syllabus der Vorlesungen über spezielle und medicinisch-pharmaceutische Botanik (Berlijn), 1892
- Die Pflanzenwelt Ost-Afrikas und der Nachbargebiete (Berlijn), 1895; deel 1 en deel 2 online in Botanicus, en deel 1 en deel 2 in Biodiversity Heritage Library
- Das Pflanzenreich (Berlijn), 1900-1968, als redacteur en medewerker; deels online in Biodiversity Heritage Library en volledig online in Real Jardín Botánico, Madrid

Dit is een serie monografieën over het plantenrijk en tot op heden incompleet.
- Syllabus der Pflanzenfamilien (Berlijn), 1898; online in Biodiversity Heritage Library
- Die Vegetation der Erde, 15 delen (Leipzig), 1896-1923, samen met Oscar Drude; online in Botanicus en ook in Biodiversity Heritage Library
- Die Pflanzenwelt Afrikas (Leipzig), 1910-1915, deel 9 van Die Vegetation der Erde; online in Biodiversity Heritage Library

In 1880 richtte hij het tijdschrift Botanische Jahrbücher für Systematik, Pflanzengeschichte und Pflanzengeographie op, waarvan hij tot aan zijn dood redacteur bleef.

## Eponiemie
- Englerastrum Briq.
- Englerella Pierre
- Engleria O.Hoffm.
- Englerocharis Muschl.
- Englerodendron Harms
- Englerophytum Krause

Het tijdschrift Englera, uitgegeven door Botanischer Garten und Botanisches Museum Berlin-Dahlem
- Bibsys: 1065596
- Bibliothèque nationale de France: cb12277904s (data)
- Author citation (botany): Engl.
- Catàleg d'autoritats de noms i títols de Catalunya: 981058516765206706
- CiNii: DA01034857
- Stuttgart Database of Scientific Illustrators 1450–1950: 1700
- Gemeinsame Normdatei: 118684906
- International Standard Name Identifier: 0000 0001 0858 5857
- Library of Congress Control Number: n84179716
- Nationale Bibliotheek van Letland: 000337959
- Nationale Bibliotheek van Tsjechië: jo2006321218
- Nationale bibliotheek van Australië: 35868906
- Nationale Bibliotheek van Israël: 987007279912905171
- Nationale Bibliotheek van Polen: a0000002104195
- Nederlandse Thesaurus van Auteursnamen: 070044848
- Réseau des bibliothèques de Suisse occidentale: 02-A003218014
- Istituto Centrale per il Catalogo Unico: TO0V574886
- LIBRIS: 185189
- SNAC: w6v44f4n
- Système universitaire de documentation: 031594565
- Museum of New Zealand Te Papa Tongarewa: 47577
- Trove: 1123627
- Virtual International Authority File: 73914023
- WorldCat: E39PBJjxy4YdJcDFvX3yjR8Hmd